# Belliena
Belliena is een geslacht van spinnen uit de familie springspinnen (Salticidae).

## Soorten
De volgende soorten zijn bij het geslacht ingedeeld:
- Belliena biocellosa Simon, 1902
- Belliena flavimana Simon, 1902
- Belliena phalerata Simon, 1902
- Belliena scotti Hogg, 1918